# 鈴木美弥子
鈴木 美弥子（すずき みやこ）は、日本の法学者。専門は民法、消費者法、環境法。東京外国語大学総合国際学研究院（国際社会部門・国際研究系）教授。

## 略歴
早稲田大学法学部卒業、同大学院法学研究科修士課程修了、博士後期課程単位取得退学。
早稲田大学法学部助手、日本学術振興会特別研究員を経て、2004年より東京外国語大学外国語学部助教授、2009年、大学院重点化に伴い配置換え、東京外国語大学総合国際学研究院 国際社会部門国際研究系 准教授、2020年より同教授。

## 研究業績
- 「東京大気汚染訴訟判決について－自動車メーカーの責任を中心に」（『環境・公害法の理論と実践』 日本評論社 2004年）
- 『環境問題資料集成』 （第6巻 第2章 公害対策基本法の成立と改正、第8巻 第6章 騒音・振動公害（空港・新幹線）執筆）（日本科学者会議編 旬報社 2003年）
- 『ごみの百科事典』（項目執筆）（小島紀徳・島田荘平・田村昌三・似田貝香門・寄本勝美編 丸善 2003年）